# Anodonta pseudodopsis
Anodonta pseudodopsis е вид мида от семейство Unionidae. Видът е застрашен от изчезване.

## Разпространение
Разпространен е в Ливан, Сирия и Турция.